# Dívne (Bilohirsk)
|  | Per a altres significats, vegeu «Dívnoie». |

Dívne (en ucraïnès: Дивне, rus: Дивное, Dívnoie) és un poble de la República Autònoma de Crimea, a Ucraïna, que el 2014 tenia 20 habitants. Pertany al districte de Bilohirsk.